# Barry Douglas (football)
Pour les articles homonymes, voir Barry Douglas et Douglas.
Barry Douglas, né le 4 septembre 1989 à Glasgow, est un footballeur international écossais qui évolue au poste de défenseur au St Johnstone Football Club.

## Biographie

### Parcours en Écosse
Barry Douglas commence à jouer au football dans le club du Livingston FC, mais y est rapidement écarté par les intervenants du fait de sa petite taille. Il rejoint alors le Queen's Park Football Club et y réalise sa formation.
En 2008, il intègre l'équipe première et fait ses débuts en troisième division écossaise, tout en travaillant à côté, le club ne possédant qu'un statut amateur. Malgré les mauvais résultats et la relégation, Barry Douglas fait bonne impression, et attire le regard de plusieurs clubs plus haut placés. Après une nouvelle saison avec Queen's Park, il décide de tenter sa chance dans le monde professionnel.
Le 20 juin 2010, Barry Douglas s'engage avec Dundee United, récent troisième de Premier League et qualifié pour la Ligue Europa. En moins d'un mois, il gagne sa place dans le onze de départ. Ainsi, pour sa première saison en tant que professionnel, Douglas joue vingt-huit matches dont vingt-trois de championnat. La saison suivante est plus compliquée pour lui, puisqu'il passe la majeure partie du temps sur le banc de touche, étant supplanté sur le terrain par Paul Dixon. Avec le départ de ce dernier vers Huddersfield Town à l'été 2012, Douglas retrouve une place de titulaire, mais n'est pas en réussite sur le plan collectif (Dundee finit seulement sixième du championnat, loin des places européennes).

### Rejoint le Lech Poznań, en Pologne
Le 28 mai 2013, Barry Douglas, qui se trouve en fin de contrat en Écosse, s'engage avec le Lech Poznań,, deuxième du dernier championnat polonais.

### Angleterre
Le 1er juillet 2017, il rejoint Wolverhampton Wanderers. Auteur d'une excellente saison avec les Wolves qui remportent la Championship, il est sacré meilleur passeur du championnat avec un total de quatorze passes, à égalité avec son compatriote Robert Snodgrass.
Douglas quitte le club durant l'été 2018 pour signer au Leeds United qui évolue en Championship.

### Pologne
Le 2 juillet 2021, il rejoint de nouveau le championnat Polonais et Lech Poznań pour un contrat de 2 ans, jusqu'au 30 juin 2023. 

### Sélection nationale
Le 27 mars 2018, Douglas honore sa première sélection avec l'équipe d'Écosse, entrant en jeu à la place d'Andrew Robertson contre la Hongrie en amical.

## Palmarès

### En club
- Konyaspor
  - Vainqueur de la Coupe de Turquie en 2017.
- Wolverhampton Wanderers
  - Champion d'Angleterre de D2 en 2018.

### Distinction personnelle
- Meilleur passeur décisif de D2 anglaise en 2018 (14 passes décisives).